# عبد الواحد بن مسعود
عبد الواحد بن مسعود بن محمد عنون كان السكرتير الأول للعاهل المغربي مولاي أحمد المنصور، وسفيرا لبلاده في بلاط الملكة إليزابيث الأولى في عام 1600 ، للترويج لإقامة التحالف 

## سفيرا إلى إنجلترا
الزيارة التي قام بها محمد عبد الواحد بن مسعود تابعت الإبحار من مدينة الأسد عام 1551، وإنشاء 1585 الشركة الإنجليزية البربرية، والتي كان الهدف منها تطوير التجارة بين انكلترا والمغرب. تطورت العلاقات الدبلوماسية لتنشئ تحالفا بين اليزابيث والمغرب.
شهدت السنوات الأخيرة من القرن 16 نجاحات إنجليزية كبيرة ضد إسبانيا، ونصر الإنكليز ضد الارمادا الأسبانية في عام 1588، والاستيلاء على كاديز من إيرل إسيكس في 1597، وكذلك نجاحات مغربية ضد إسبانيا في معركة وادي المخازن في 1578. مشجعا بهذه النجاحات، قرر حامد إرسال وفد لاقتراح مشترك لغزو إسبانيا. محمد عبد الواحد بن مسعود مرافقا بالحاج ماسا والحاج باناحيت، فضلا عن مترجم يدعى محمد عبد الددار، وهو أندلسي المولد، تحت غطاء بعثة تجارية إلى حلب مع توقفه في لندن. تماما، كان أعضاء البعثة 16 (بما في ذلك بعض السجناء الذي عادوا إلى انكلترا)، وأبحر على متن النسر تحت قيادة روبرت كيتشن. وصل إلى دوفر 8 آب / أغسطس 1600.
أمضى محمد عبد الواحد بن مسعود 6 أشهر في بلاط اليزابيث الأولى، عن عمر يناهز 42 عاما، من أجل التفاوض على تشكيل تحالف ضد إسبانيا. تكلم محمد عبد الواحد بن مسعودبعض الإسبانية، لكنه تكلم إلى الملكة من خلال مترجمه الذي تحدث باللغة الإيطالية. اجتمعوا مع الملكة في 19 أغسطس، ، ومرة أخرى في 10 سبتمبر.
اراد العاهل المغربي مساعدة من أسطول الإنكليز لغزو إسبانيا ورفضت اليزابيث، ولكنها رحبت بالبعثة كعلامة على التأمين، وبدلا من ذلك قبلت إبرام اتفاقات تجارية وتم التفاهم على تعمير العالم الجديد "امريكا". لكن لم ينجح هذا أيضا حيث لم يتم التفاهم على كيفية تطبيق هذا الحلم على أمر واقع. كما أن  الحاكمين توفيا سنتين بعد هذا الاتفاق. تابعت الملكة اليزابيث والملك أحمد مناقشة خطط مختلفة للقيام بعمليات عسكرية مشتركة، وطلبت اليزابيث دفع 100،000 جنيه مقدما من الملك لتوريد أسطول وطلب في المقابل سفينة طويلة ليتم إرسالها للحصول على المال. لكن المناقشات لا تزال غير محسومة، وتوفي الحكام على حد سواء في غضون سنتين من البعثة.
لوحة لايل تعطي صورة عبد الواحد بنمسعود في معهد شكسبير في ستراتفورد أبون أفون.
وقد اقترح أن الرقم ايل عبد الواحد بن مسعود قد تكون مستوحاة من طابع بطل قصة شكسبير عطيل.